# Физико-технический институт имени А. Ф. Иоффе РАН
Фи́зико-техни́ческий институ́т и́мени А. Ф. Ио́ффе РАН (полное официальное название с января 2012 г. — Федеральное государственное бюджетное учреждение науки Физико-технический институт им. А. Ф. Иоффе Российской академии наук, официальное сокращённое название — ФТИ им. А. Ф. Иоффе, также известен как Физтех, ранее употреблялись сокращения ФТИАН и ЛФТИ) — один из крупнейших научно-исследовательских институтов России, основан Абрамом Фёдоровичем Иоффе в 1918 году. Находится в Санкт-Петербурге.
Специализируется в области физики твёрдого тела, полупроводниковых приборов, плазмы, космоса. Занимает первую строчку в списке российских институтов по суммарному индексу цитирования научных публикаций своих сотрудников.
В 2022 году институт был включён в санкционные списки США и Канады на фоне вторжения России на Украину.

## Расположение

### Площадки
Физико-технический институт расположен в северо-западной части Санкт-Петербурга. Имеется две площадки: основная около станции метро «Политехническая» и в Шувалово.
Почтовый адрес — Политехническая ул., 26. По этому адресу находятся историческое главное здание ФТИ и ряд исследовательских корпусов. К основной площадке также относится состоящее из группы корпусов здание на Политехнической ул., 28, построенное для института в конце 1970-х. Шуваловская площадка расположена отдельно, в нескольких километрах от основной.

### Главное здание
Здание на Политехнической улице, д. 26, построено в 1912—1916 годах в неоклассическом стиле по проекту архитектора Г. Д. Гримма для «убежища для престарелых неимущих потомственных дворян в память 300-летия дома Романовых» на сорок призреваемых, на втором этаже устроили церковь (ныне Малый актовый зал института). Средства на постройку здания выделило губернское Дворянское собрание.
В 1920 г. здание приспособили под институт по проекту гражданских инженеров П. И. Сидорова и Ю. В. Билинского. Торжественная передача здания институту состоялась 4 февраля 1923 года. Угловая левая (со стороны Политехнической ул.) часть здания (два этажа) до 1953 года была квартирой А. Ф. Иоффе.
В 1927—1928 гг. пристроили дворовую часть. В 1970 г. здание частично перестроили и расширили по улице Курчатова.
Перед главным фасадом установлены бюсты А. Ф. Иоффе (скульптор Г. Д. Гликман, 1964 год) и Б. П. Константинова (скульптор М. К. Аникушин, 1975 г.). По обеим сторонам от главного входа расположены мемориальные доски: слева от входа — С. Н. Журкову, Ю. Б. Харитону, А. П. Александрову, Я. И. Френкелю, В. М. Тучкевичу; справа от входа — И. В. Курчатову, Б. П. Константинову, Н. Н. Семёнову, Ж. И. Алфёрову.

## Подразделения
В ФТИ им. А. Ф. Иоффе в настоящее время пять крупных отделений (одно из которых формально называется не отделением, а «центром»):
- Центр физики наногетероструктур;
- Отделение твердотельной электроники;
- Отделение физики твёрдого тела;
- Отделение физики плазмы, атомной физики и астрофизики;
- Отделение физики полупроводников и диэлектриков.

Каждое из отделений включает несколько научных лабораторий.

## Подготовка кадров
Институт вовлечён в подготовку кадров. Здесь часто проходят практику студенты петербургских вузов, в первую очередь СПбАУ РАН им. Ж. И. Алфёрова, СПбПУ, ЛЭТИ, ИТМО, СПбГТИ, нацеленные на научную деятельность.
В ФТИ имеется отдел аспирантуры и докторантуры, функционируют четыре диссертационных совета. С 2017 года Институт в числе (на 2023 г. — 32) наиболее авторитетных научно-образовательных организаций России наделён правом присуждения учёных степеней без взаимодействия с ВАК РФ.

## История

### Основание
Датой создания института считается 23 сентября 1918 года — день подписания декрета о создании физико-технического отдела Государственного рентгенологического и радиологического института. По сложившейся традиции днем празднования юбилеев института принято 29 октября — дата рождения А. Ф. Иоффе. С момента основания в институте работает радиевое отделение, одним из организаторов которого был Л. В. Мысовский.
В 1922 году отделения получили статус отдельных научных институтов. Одной из задач Радиевого института были исследования радиоактивных элементов, в первую очередь — радия. Директором Радиевого института стал В. И. Вернадский, его заместителем — В. Г. Хлопин, физический отдел института возглавил Л. В. Мысовский.
На основе Физико-технического отдела, возглавляемого А. Ф. Иоффе, был создан Государственный физико-технический рентгенологический институт.

### В довоенном СССР
- 1 января 1922 года — Физтех становится самостоятельной организацией под названием Государственный физико-технический рентгенологический институт (ГФТРИ).
- 1925—1931 — образована Центральная физико-техническая лаборатория при ВСНХ, и после ряда переименований объединяется с ГФТРИ в Государственный физико-технический институт (ГФТИ) при ВСНХ (постановление ВСНХ подписано Г. К. Орджоникидзе 10 мая 1931 года).

- 1932 — ГФТИ преобразован в Комбинат физико-технических институтов, руководимый А. Ф. Иоффе. В его составе — Физико-технический институт (руководитель А. Ф. Иоффе), Электрофизический институт (ЛЭФИ, руководитель А. А. Чернышёв) и Институт химической физики (руководитель Н. Н. Семёнов). Образуются лаборатории по изучению атомного ядра во главе с И. В. Курчатовым и физики полупроводников во главе с А. Ф. Иоффе. Кабинет теоретической физики преобразуется в теоретический отдел (руководитель Я. И. Френкель).
- 23 ноября 1933 года — деятельность Комбината прекращается и из него выделяются Ленинградский ФТИ (директор А. Ф. Иоффе), Электрофизический институт (ЛЭФИ, директор А. А. Чернышёв) и Институт химической физики (ИХФ АН СССР, директор Н. Н. Семёнов). В 1935 году ЛЭФИ был расформирован, а на его базе организован новый, «закрытый» институт НИИ-9 с оборонной тематикой, включавшей и радиолокацию. Научным руководителей его стал М. А. Бонч-Бруевич, директором — Н. И. Смирнов. К началу войны усилиями учёных и инженеров ЛФТИ, НИИ-9 и других организаций были созданы опытные наземные радиолокационные станции[8].
- 1936 год — начало работ по защите кораблей от магнитных мин и торпед (руководитель — А. П. Александров). В итоге была создана система размагничивания, в годы войны устанавливавшаяся на корабли и катера. Ни один корабль, оснащённый этой системой, не подорвался на немецких магнитных минах[9].
- 5 марта 1938 — письмо сотрудников ЛФТИ во главе с А. Ф. Иоффе председателю СНК СССР В. М. Молотову о необходимости развития экспериментальной базы ядерных исследований.
- 28 мая 1939 — институт включается в состав АН СССР. Принята на вооружение разработанная сотрудниками института РЛС «Редут»[9].
- 21 июня 1941 — подписан акт о вводе в строй здания циклотронной лаборатории института.

### 1941—1945
- Август 1941 — часть лабораторий эвакуируется в Казань. Казанская группа работает под руководством А. Ф. Иоффе. Лабораториями, оставшимися в Ленинграде, руководит П. П. Кобеко.
- 28 сентября 1942 — вышло Распоряжение ГКО № ГКО-2352сс «Об организации работ по урану», в соответствии с которым из сотрудников, находящихся в Казани, организуется лаборатория атомного ядра[10]. В 1943 году в процессе развития атомного проекта лаборатория преобразована в Курчатовский институт.
- Февраль 1945 — эвакуированные в Казань лаборатории возвращаются в Ленинград.

### В послевоенном СССР
- 1946 — начаты исследования по разделению изотопов в рамках Атомного проекта СССР. Пуск циклотрона ЛФТИ — крупнейшего в стране[9].
- 1956 — начало строительства реактора ВВР-М и образование филиала ЛФТИ в Гатчине (ныне это Петербургский институт ядерной физики им. Б. П. Константинова РАН), куда переводятся исследования по ядерной физике (научный руководитель Д. М. Каминкер).
- 3 декабря 1960 — ЛФТИ присваивается имя А. Ф. Иоффе.
- 19 апреля 1968 — Указом Президиума Верховного Совета СССР ЛФТИ им. А. Ф. Иоффе награждён орденом Ленина.
- 1971 — отделение Института ядерной физики (ЛИЯФ) и присоединение Института полупроводников.

- 1974 — в ФТИ создан отдел вычислительной техники, получивший название Ленинградский вычислительный центр (ЛВЦ) АН СССР. В 1978 году он был преобразован в Ленинградский научно-исследовательский вычислительный центр (ЛНИВЦ) АН СССР, а в 1985 году — в самостоятельный Ленинградский институт информатики и автоматизации (ЛИИАН). Вокруг него начинается строительство всесоюзной компьютерной сети, получившей название Академсеть.
- 1980 — запуск крупнейшего в серии токамака ТУМАН-3.

### Постсоветский период
- 2002 — на базе ФТИ им. А. Ф. Иоффе создан АФТУ.
- 30 декабря 2013 года распоряжением Правительства РФ № 2591-р институт, бывший до этого учреждением Российской академии наук в составе Отделения физических наук, был передан в ведение Федерального агентства научных организаций России[11][12].

## Сотрудники

### Нобелевские лауреаты
- Н. Н. Семёнов (лауреат Нобелевской премии по химии 1956 года)
- Л. Д. Ландау (лауреат Нобелевской премии по физике 1962 года)
- П. Л. Капица (лауреат Нобелевской премии по физике 1978 года)
- Ж. И. Алфёров (лауреат Нобелевской премии по физике 2000 года)
- А. И. Екимов (лауреат Нобелевской премии по химии 2023 года)

### Директора института
- До 1950 — А. Ф. Иоффе
- 1950—1957 — А. П. Комар
- 1957—1967 — Б. П. Константинов
- 1967—1987 — В. М. Тучкевич
- 1987—2003 — Ж. И. Алфёров
- 2003—2017 — А. Г. Забродский
- Январь—сентябрь 2018 — С. В. Лебедев (и. о.)
- С октября 2018 — С. В. Иванов (и. о. по 5 августа 2019)

С. В. Иванова избрали руководителем института в мае 2019 года (двумя другими претендентами были Ю. Г. Кусраев и А. А. Лебедев); 6 августа 2019 года он официально занял директорский пост. На следующих выборах в июне 2024 года Иванов был переизбран с явным отрывом от других претендентов.

### Известные учёные
- Г. М. Абдуллаев
- А. П. Александров
- А. И. Алиханов
- А. И. Алиханьян
- А. И. Ансельм
- Л. А. Арцимович
- М. П. Бронштейн
- Д. А. Варшалович
- Г. А. Гамов
- В. Н. Глазанов
- В. Н. Грибов
- Е. Ф. Гросс
- Л. Э. Гуревич
- Ю. Н. Денисюк
- Б. С. Джелепов
- Э. М. Дробышевский
- А. А. Каплянский
- И. К. Кикоин
- Б. П. Константинов
- И. В. Курчатов
- Д. Н. Наследов
- В. И. Перель
- Д. В. Скобельцын
- Г. А. Смоленский
- Я. И. Френкель
- Ю. Б. Харитон
- Л. В. Шубников

## Научные журналы
ФТИ является соучредителем 5 научных журналов: «Физика твёрдого тела», «Журнал технической физики», «Письма в журнал технической физики», «Физика и техника полупроводников», «Оптика и спектроскопия».